# جون كرويل
جون كرويل هو سياسي أمريكي، ولد في 18 سبتمبر 1780 في مقاطعة هاليفاكس في الولايات المتحدة، وتوفي في 25 يونيو 1846 في Fort Mitchell, Alabama ‏ في الولايات المتحدة. انتخب Non-voting members of the United States House of Representatives ‏.